# 神戸国際調理製菓専門学校
神戸国際調理製菓専門学校（こうべ こくさい ちょうり せいか せんもんがっこう　英: Kobe International Cooking & Pastry College）は、兵庫県神戸市中央区にある調理・製菓分野に特化した専門学校である。調理師、パティシエ、ブーランジェ(製パン職人）などの専門職を目指す学生向けの実践的なカリキュラムを提供している。
学校法人育成学園が運営する「神戸で唯一、調理と製菓が学べる学校」である。

## 所在地
- 〒650-0023 神戸市中央区栄町通3-5-1
- 最寄駅 - JR元町駅

## 沿革

### 設立年と創立の背景
- 1985年
  - 神戸国際調理師専門学校（現 神戸国際調理製菓専門学校）設立
- 1986年
  - フランス国立ブロワ調理師学校と姉妹提携
- 1989年
  - カピオラニ・コミュニティ・カレッジ（ハワイ）と姉妹提携
- 1990年
  - シュパイザー・ホテル学校（ドイツ）など海外4校と姉妹提携
  - 2年制課程の経営調理技術科（現 調理スペシャリスト本科）（昼間部）設置
- 1991年
  - スペイン・バルセロナ調理師学校と姉妹提携
- 1992年
  - 高校併学3年制調理科設置、技能連携校向陽台高等学校開校
- 1994年
  - スイス・セザールリッツ・ホテル学校と姉妹提携
- 1995年
  - 上海旅游高等専科学校（中国）と研修提携
- 1999年
  - フードコーディネーター協会加盟
- 2003年
  - 神戸国際調理製菓専門学校に校名変更
- 2004年
  - 別科1年課程パティシエ科（昼間部） 設置
- 2008年
  - 2年制課程の製菓スペシャリスト本科（2年制）設置
- 2014年
  - 文部科学省より調理スペシャリスト本科、製菓スペシャリスト本科が職業実践専門課程に認定
- 2020年
  - タグライン「一人ひとりの味をずっと応援。」を設定
- 2024年
  - 台湾光華高校（台湾）と提携

## 学科・コース

### ●調理スペシャリスト本科（2年制・昼間部）
「ホテルシェフを目指す2年間」をコンセプトに1年次で日本料理、西洋料理、中国料理の基礎をしっかりと学び、2年次では実践的かつ総合的に学べるカリキュラムを設置。調理技術はもちろん、食に関わる専門的なスキルを身につけることで、ホテルシェフのみならず食の分野で総合プロデュースできる人材を育成。
■卒業と同時に国家資格「調理師免許」を取得。他、在学中に最大10種類の資格の取得可能。

### ●調理師科（1年制・昼間部）
最短1年で調理師免許取得可能。和洋中の全ジャンルの基礎知識・技術を1年通じて学ぶのでリスキリングに最適。就職活動と学生生活を並行して行うことが可能。

### ●製菓スペシャリスト本科（2年制・昼間部）
1年次には洋菓子・和菓子・製パンの基礎技術と知識をしっかりとマスターし、2年次からは２つの専攻コースを選択。カフェ実習など実践的なカリキュラムを通じて一流のパティシエを目指好ことが可能。
■1年次終了時点で国家資格「製菓衛生師」の受験資格を取得。2年次在籍中に国家試験を受験可能。
■2年次から専攻コース（洋菓子に特化した「カフェパティスリーコース」と洋菓子・和菓子・製パンの応用をメインとする「スイーツプロデュースコース」）に分かれ将来の夢に合わせて学ぶ。

### ●製菓衛生師科（1年制・昼間部）
1年間で洋菓子、和菓子、製パンの基礎技術と知識を学ぶ。卒業と同時に国家資格「製菓衛生師」の受験資格を取得。

### ●Wライセンスコース（2年間）
２年間で日本料理、西洋料理、中国料理、洋菓子、和菓子、製パンの全ジャンルの基礎技術と知識を学ぶ。国家資格「製菓衛生師」の受験資格と卒業と同時に調理師免許を無試験で取得可能。

## 教育方針・特色
神戸国際調理製菓専門学校は、「一人ひとりの味を、ずっと応援。」を教育コンセプトに掲げ、調理および製菓の分野において、幅広い視野と実践力を備えた専門職の育成を目指している。
実習を重視した教育体制が特徴であり、製造から販売までを実践する「カフェ実習」や、企業との連携によるレシピ開発に取り組む「フードプランニング」など、現場に即した体験型授業を多数導入している。学生は、日々の授業を通じて料理や菓子づくりの魅力を体感しながら、職業意識と実践力を養っていく。
また、以下のような独自のプログラムを通じて、多角的な学びの機会が提供されている。
Wライセンスコース
2年間で調理師免許および製菓衛生師の受験資格取得を目指すコース。調理と製菓の両方を専門的に学べるプログラムとして人気が高い。
フォローアップレッスン
全学科の学生を対象に、空き時間を活用したレベル別授業を自由に受講できる制度。
サマーチャレンジ実習
調理・製菓の枠を超えた内容に挑戦できる、夏季限定の特別実習イベント。
海外研修プログラム
毎年、フランスにある研修受け入れ実積校を訪問する研修を実施。現地での実習を通じて、本場の調理・製菓文化に触れる機会を提供している。希望者のみ。
これらの取り組みにより、学生は在学中から実践的な技術と国際的な視野を養うことができる。

## 主な就職先・進路
神戸国際調理製菓専門学校の卒業生は、関西圏を中心に全国各地のホテル、レストラン、パティスリー、ベーカリー、カフェ、給食会社など、多様な食の現場で活躍している。
神戸は洋菓子文化の盛んな地域として知られており、本校もその地域特性を活かした教育を展開している。そのため、「神戸の製菓学校の中でも実践力を身につけられる環境が整っている」として、高く評価されている。
また、卒業後には製菓・調理業界への就職に加えて、独立開業や海外での活動を視野に入れる学生も多く、専門職としての多彩なキャリアを実現できる体制が整っている。

## 校舎・設備
神戸国際調理製菓専門学校の校舎には、調理・製菓の実習に特化した専門設備が整備されており、学生が現場さながらの環境で学べる体制が整っている。
キャンパス内には、調理、製菓・製パンなど目的に応じた複数の実習室が設置されており、それぞれの分野に特化した最新の機材を備えている。また最近では2025年5月にはRATIONALの多機能調理器iVarioを導入し、大量調理実習に対応することができた。
さらに店舗運営の実践を目的としたカフェ実習施設も併設されており、学生は実際に商品を製造・販売しながら接客や売上管理のノウハウを学ぶことができる。
さらに、学生が調理・サービス業務を担当する学生カフェも運営されており、一般客を迎えた実践形式の授業を通じて、接遇・提供技術を磨く場として活用されている。
これらの環境により、学生は技術だけでなく実務対応力やチームワーク、現場感覚も含めた総合的な力を養うことができる。